# Casearia praecox
Casearia praecox es una especie de árbol perteneciente a la familia de las salicáceas. En Cuba y Puerto Rico, se denomina agracejo, y en Venezuela, zapatero.

## Descripción
Son arbustos o árboles pequeños que alcanzan un tamaño de 2–10 m de alto, caducifolios. Hojas elípticas o lanceoladas, de 4–9 cm de largo y 1.5–4.5 cm de ancho, ápice acuminado a caudado, base cuneada a redondeada, margen crenado o serrado, marcas pelúcidas no conspicuas, nervios densamente reticulados; pecíolo 0.3–0.5 cm de largo. Fascículos casi sésiles en pedúnculos 1.5 mm de largo, en las axilas de las hojas caídas, con 10–20 flores, brácteas fusionadas formando una copa de 1.5 mm de alto en el ápice del pedúnculo, pedicelo 5–7 mm de largo, yema cilíndrica; sépalos 5, casi libres, ca 3 mm de largo y 1–1.2 mm de ancho, glabros, erectos en la antesis; estambres 8–10, filamentos 2.2–2.5 mm de largo, lobos del disco en el mismo verticilo que los estambres y alternando con ellos, 1–1.2 mm de largo; ovario glabro, estilo 3-fido. Fruto subgloboso, 3–4 mm de largo y 2–4 mm de ancho, con estilo persistente, glabro, seco, separándose rápidamente en 3 valvas cuando maduro, verde; semillas 2 o 3, 1.2–2 mm de largo y 1–1.2 mm de ancho, cubiertas por una maraña de tricomas dorados, sin arilo.

## Distribución
Es una especie poco común, se encuentra en los bosques caducifolios, de la zona pacífica; a una altitud de 30–280 m; fr jun;  desde Honduras a Costa Rica, Colombia, Venezuela y Cuba.

## Taxonomía
Casearia praecox fue descrita por August Heinrich Rudolf Grisebach y publicado en Catalogus plantarum cubensium . . . 10. 1866.
Sinonimia
- Casearia eriophora C.Wright ex Griseb.
- Gossypiospermum eriophorum (C.Wright ex Griseb.) Urb.
- Gossypiospermum praecox (Griseb.) P.Wilson
- Guidonia rosauriana M.Gómez[5]

## Nombre común
- agracejo, aguedita, jía.[6]
- agracejo de monte[7]
- (Maracaibo, Venezuela) zapatero; (Carabobo, Venezuela) limoncillo, naranjillo; (Carúpano, Venezuela) manzano[2]